# 丽宁镇
麗寧鎮是馬來西亞柔佛州新山縣依斯干達公主城的一個住宅區，由莫實得控股旗下的發展商麗寧鎮有限公司（Mutiara Rini Sdn Bhd）所建設，并於1996年推出發展。

## 教育
- 道文華小
- 麗寧鎮國中
- 麗寧鎮國中二校
- 麗寧鎮國小
- 麗寧鎮國小二校

## 超市
- 丽宁镇迈汀霸市（Mydin Mall Mutiara Rini）
- 丽宁镇特易购特大店（Tesco Extra Mutiara Rini）